# Perdicula manipurensis
Perdicula manipurensis е вид птица от семейство Phasianidae. Видът е застрашен от изчезване.

## Разпространение
Видът е разпространен в Индия.